# Futbol Club Barcelona Atlètic
Pour les articles homonymes, voir FC Barcelone.
Maillots
Actualités
Le Futbol Club Barcelona Atlètic, communément appelé FC Barcelona Atlètic (diminutif Barça Atlètic), est l'équipe de football filiale du FC Barcelone, créée en 1970. De 1990 à 2008, puis de 2010 à 2022, le nom de l'équipe était le FC Barcelone B. L'équipe évolue au stade Johan-Cruyff, une enceinte de 6 000 places située au sein de la Cité sportive Joan Gamper à Sant Joan Despí, le centre d'entraînement du FC Barcelone.

## Histoire
Créée en 1970 d'une fusion entre le Club Deportivo Condal et l'Atlètic Catalunya, le premier entraîneur à diriger l'équipe réserve est Josep Seguer.
Championne de la Segunda División B (la troisième division espagnole) à cinq reprises (1982, 1991, 1998, 2002 et 2017), cette équipe est un passage obligé pour les meilleurs éléments issus de la Masia, le centre de formation du club.
En juin 2008, le Barça Atlètic monte en Segunda División B sous la direction de Pep Guardiola.
L'équipe obtient en juin 2010 sa promotion en Segunda División, le deuxième échelon du football espagnol, sous la direction de Luis Enrique. Lors de la saison 2010-2011, le FC Barcelone B termine à la troisième place, position qui donne droit à disputer la promotion en première division, mais sa condition d'équipe filiale l'en empêche. Jonathan Soriano est le meilleur buteur du championnat 2010-2011 de D2. En juin 2011, l'entraîneur Luis Enrique quitte le FC Barcelone B après trois saisons au club. Il est remplacé par Eusebio Sacristán qui reste à ce poste jusqu'en février 2015. Jordi Vinyals devient le nouvel entraîneur pendant quelques mois avant d'être remplacé par Gerard López en juillet 2015.
Le 1er avril 2017, le FC Barcelone B établit le record de buts lors d'un match de Segunda División B en battant 12 à 0 Eldense.
En juin 2017, l'équipe entraînée par Gerard López remonte en deuxième division, mais elle est reléguée un an après.
Le 31 mai 2022, le club est de nouveau renommé FC Barcelona Atlètic,. Le 14 juillet, le Barça annonce l'arrivée de Rafael Márquez au poste d'entraineur,. Il devient le premier entraineur étranger du Barça Atlètic.

## Effectif actuel
| N° | Nat.                   | Poste | Nom du joueur    |
| -- | ---------------------- | ----- | ---------------- |
| 1  | Drapeau de l'Espagne   | G     | Ander Astralaga  |
| 2  | Drapeau de l'Espagne   | D     | Trilli           |
| 3  | Drapeau de l'Espagne   | D     | Gerard Martín    |
| 4  | Drapeau du Sénégal     | D     | Mamadou Fall     |
| 5  | Drapeau de l'Espagne   | D     | Sergi Domínguez  |
| 6  | Drapeau de l'Espagne   | M     | Pau Prim         |
| 7  | Drapeau de l'Espagne   | A     | Dani Rodríguez   |
| 8  | Drapeau de l'Espagne   | M     | Aleix Garrido () |
| 9  | Drapeau de l'Espagne   | A     | Diego Percan     |
| 10 | Drapeau de l'Espagne   | M     | Unai Hernández   |
| 11 | Drapeau de l'Espagne   | A     | Víctor Barberà   |
| 12 | Drapeau de l'Espagne   | A     | Juan Piera       |
| 13 | Drapeau des États-Unis | G     | Diego Kochen     |

| No. | Nat.                                 | Position | Nom du joueur                                 |
| --- | ------------------------------------ | -------- | --------------------------------------------- |
| 14  | Drapeau de l'Espagne                 | D        | Álvaro Cortés                                 |
| 15  | Drapeau du Ghana                     | A        | Aziz Issah (en prêt de Dreams)                |
| 16  | Drapeau de l'Espagne                 | D        | Edu Sánchez                                   |
| 17  | Drapeau de l'Espagne                 | M        | Rubén López (en prêt du Deportivo La Corogne) |
| 18  | Drapeau de la République dominicaine | A        | Oscar Ureña                                   |
| 19  | Drapeau de l'Espagne                 | A        | Raúl Dacosta                                  |
| 20  | Drapeau de l'Espagne                 | M        | Guille Fernández                              |
| 21  | Drapeau de l'Allemagne               | M        | Noah Darvich                                  |
| 22  | Drapeau de l'Espagne                 | D        | Joan Anaya                                    |
| 23  | Drapeau de l'Espagne                 | D        | Alexis Olmedo                                 |
| 24  | Drapeau du Cameroun                  | A        | Iván Cédric (en prêt de Las Palmas)           |
| 25  | Drapeau du Ghana                     | D        | David Oduro                                   |

## Entraîneurs
| - Josep Seguer (1970-1972) - Luis Aloy (1972-1976) - Laureano Ruiz (1976-1978) - Antoni Torres (1978-1979) - Joan Segarra (1979-1980) - Jaume Olivé (1980) - Antoni Torres (1980-1983) - José Luis Romero (1983-1984) - Joan Martínez Vilaseca (1984-1987) - Lluís Pujol (1987-1989) - Quique Costas (1989-1996) - Juande Ramos (1996-1997) - Josep Maria Gonzalvo (1997-2001) - Quique Costas (2001-2003) | - Pere Gratacós (2003-2005) - Quique Costas (2005-2007) - Pep Guardiola (2007-2008) - Luis Enrique (2008-2011) - Eusebio Sacristán (2011-2015) - Jordi Vinyals (2015) - Gerard López (2015-2018) - Xavi García Pimienta (2018-2021) - Sergi Barjuan (2021-2022) - Rafael Márquez (2022-2024) - Albert Sánchez (2024-2025) - Sergi Milà (2025) |

## Statistiques individuelles
| Pos° | Nom                    | Matchs | Carrière au club |
| ---- | ---------------------- | ------ | ---------------- |
| 1    | Antonio Pérez Ayllón   | 192    | 1978-1985        |
| 2    | Cándido Viana Valentín | 176    | 1977-1983        |
| 3    | Jesús Angoy            | 164    | 1988-1995        |
| 4    | Albert Albesa Gasulla  | 160    | 1983-1988        |
| 5    | Pere Gratacós          | 150    | 1978-1983        |
| 6    | Juan Carlos Pérez Rojo | 146    | 1978-1988        |
| 7    | Arnau Riera            | 143    | 2001-2006        |
| 8    | Francesc Guitart Sáez  | 141    | 1979-1984        |
| -    | David García Haro      | 141    | 1999-2004        |
| 10   | Joaquim Ferrer Sala    | 137    | 1978-1983        |

| Pos° | Nom                  | Buts | Matchs | Carrière au club |
| ---- | -------------------- | ---- | ------ | ---------------- |
| 1    | Jonathan Soriano     | 59   | 84     | 2009-2012        |
| 2    | Haruna Babangida     | 47   | 136    | 1998-2004        |
| 3    | Antonio Pinilla      | 39   | 102    | 1988-1992        |
| -    | Ramón Calderé        | 39   | 135    | 1977-1984        |
| 5    | Sergio García        | 37   | 66     | 2002-2004        |
| 6    | Luis Alonso Cebada   | 33   | 83     | 1981-1983        |
| -    | Roberto Trashorras   | 33   | 119    | 2011-2013        |
| 8    | Mario Rosas          | 32   | 103    | 1997-2000        |
| 9    | Paco Clos            | 31   | 110    | 1979-1983        |
| -    | Joan Verdú           | 31   | 134    | 2002-2006        |
| -    | Antonio Pérez Ayllón | 31   | 192    | 1978-1985        |

Mis à jour le 5 janvier 2023.